# Frutarismus
Frutarismus (oder veraltet Fruktivorismus) ist eine Ernährungsweise, die ausschließlich auf der Basis von Früchten beruht. Menschen, die eine solche Ernährungsweise befolgen, heißen Frutarier (auch Fruitarier, Fructarier, Frutaner, Fruitaner, Fruganer oder veraltet Fruktivorer bzw. Früchtler).

## Begriff
Webster’s Dictionary datiert die Entstehung des Begriffs fruitarian auf das Jahr 1893 und definiert ihn als „a person who lives on fruit“. Eduard Baltzer schrieb in seiner ersten Programmschrift zur Lebensreform (Der Weg zu Gesundheit und sozialem Heil) „Die Moral der Menschheit ruht auf ihrer frugivoren Natur“. Dieses „frugivore Gesetz“ wurde auch von dem Ernährungsreformer Gustav Schlickeysen (1843–1893) propagiert („Die frugivore Diät ist ein kosmisches Gesetz“).

## Ziele
Frutarier streben eine Ernährung mit pflanzlichen Produkten an, die nicht die Beschädigung der Pflanze zur Folge haben, von der sie stammen. Dazu gehören etwa Obst, Nüsse und Samen. Manche Frutarier verzehren nur Obst, das bereits vom Baum gefallen ist, aber auch Getreide, da es bei der Ernte schon abgestorben sei. Knollen, Blätter oder Wurzeln von Nahrungspflanzen sowie Lebensmittel tierischen Ursprungs werden dagegen ausgeschlossen. Die Verwendung der Früchte von Gemüsepflanzen ist unter Frutariern umstritten. Manche Frutarier nehmen auch pflanzliche Öle und Honig zu sich, andere vermeiden den Verzehr von Honigprodukten. In dieser Überzeugung werden auch Wolle, Leder und Seide abgelehnt, da sie sich nicht mit dem Tierwohl vereinen ließen.
Laut dem Handbook of Pediatric Nutrition sollen auch Varianten der frutarischen Kost existieren, die keimende Getreidekörner und Gemüse einschließen oder die einfach einer veganen Kost entsprechen.

## Motive
Ethische, moralische, psychische, spirituelle und religiöse Vorstellungen sind die häufigsten Beweggründe für diese Ernährungsform. Hierbei steht in der Regel das Tierwohl im Vordergrund der Entscheidung, aber auch Nachhaltigkeit und ökologische Kriterien (Futtermittelanbau, Monokulturen, Transportwege, Ressourcen) spielen eine Rolle. Selten hängen Frutarier den esoterischen Glaubenssystemen der Lichtnahrung an oder erwarten gesundheitliche Vorteile.

## Gesundheitliche Aspekte
Der Frutarismus kann zu einer einseitigen Ernährung führen und dadurch die Gesundheit erheblich beeinträchtigen. Problematisch ist vor allem eine nicht ausreichende Zufuhr von Proteinen, Vitaminen (B12), Calcium, Zink, Eisen und Iod. Daher wird insbesondere Schwangeren, Stillenden, Säuglingen, Kindern, Senioren, Kranken und Leistungssportlern von einer frutarischen Ernährung abgeraten.